# Francisco de Abreu Cirne Pereira de Brito
Francisco de Abreu Cirne Pereira de Brito ou Francisco Abreu Pereira Cirne de Castro ou Francisco de Abreu Pereira Cirne Peixoto, natural de Viana, fidalgo (1734) e moço fidalgo (1749) da Casa Real, coronel de Infantaria, governador do Castelo de São Tiago Maior da Barra de Viana do Castelo, ajudante de sala do general da Província do Minho, morador na casa da família na Rua da Bandeira em Viana do Castelo, com oratório e senhor do Paço de Lanheses, comendador de São Fins de Ferreira, do Lindoso e de oitavos da Vila de Ferreira (Zêzere) com a alcaidaria mor na Ordem de Cristo.
Apresentava a abadia ou padroado da igreja de Santa Eulália de Lanheses e teria uma capela, dedicada à Virgem Santa Maria (depois a Santa Maria Madalena), no Convento de São Francisco do Monte do Monte de Santa Luzia, na freguesia de Santa Maria Maior (Viana do Castelo), que na entrada tinha uma lápide com a inscrição "FRANCISCO DE ABREU PEREIRA CIRNE SENHOR DE LINDOZO A MANDOV".
Foi ainda foreiro, por três vidas, do Casal da Igreja,  (foro da Igreja de Santa Lucrécia de Aguiar, correspondente à Quinta de Faria com a capela de São Tomás, sita  em Quintiães. Prazo esse que já vinha de sua mãe.), em Barcelos. Assim como era proprietário em Lisboa do Palácio da Costa do Castelo como cabeça dum morgadio mais vasto, que recebeu através da mesma herança, e mais o chamado Palácio de Santa Bárbara, com a Ermida de Santa Bárbara em Arroios (Lisboa).
Em 1763, solicitava ao rei D. José I de Portugal a confirmação da carta patente do posto de capitão de Infantaria auxiliar.
Estaria falecido em 1796 pois um dos seus filhos e sua mulher meterem um requerimento sobre os bens herdados do pai e marido.

## Dados genealógicos
Filho de:
- Pai: José de Abreu Pereira Brito e Castro ou simplesmente José Pereira de Brito e Castro, cavaleiro[28] e escudeiro fidalgo,[29] cavaleiro da Ordem de Cristo, mestre de campo, coronel de Infantaria paga, igualmente governador do Castelo de Viana.[30]
- Mãe: D. Isabel Josefa de Cirne Peixoto ou D, Isabel Maria Cirne, senhora do prazo de Quintiães[30] (Quinta da Faria), filha de João Rebelo de Cirne Peixoto e D. Catarina de Sousa Maciel, filha de Sebastião Belo de Sousa.

Casado 1º com
- D. Isabel Francisca de Sousa Lobato,[2] sua parenta,, filha de Francisco de Sousa Lobato Caldas ou simplesmente Francisco de Sousa Lobato,[31] capitão-mor de Ponte de Lima,[32][33] cavaleiro da Ordem de Cristo, fidalgo da Casa Real, e da sua 2.ª mulher D. Isabel de Sousa e Abreu, filha de Alexandre Brandão de Abreu, cavaleiro da referida Ordem,[34] fidalgo da Casa Real.[1]

Teve
- D. Isabel Pereira de Sousa Cirne[35] ou D. Isabel Rita Pereira de Sousa[2] ou D. Isabel Rita de Sousa de Abreu Pereira de Cirne de Castro casada, 26 de Março em 1761, com Manuel José de Araújo e Vasconcelos (baptizado em  9 de novembro de 1721[36] e falecido em 5 de Janeiro de 1770), cavaleiro da Ordem de Cristo, vereador de Braga (1763 e 1767),[37] da Casa de Lobios, na Galiza,[38] moradores em Braga.[39] Filho de D. Catarina Josefa de Rego e Castro e de Gabriel de Araújo e Vasconcelos, capitão-mor de Lanhoso e cavaleiro da Ordem de Cristo,[36] senhor da casa de Sinde (em Covelas (Póvoa de Lanhoso)),[40] capitão-mor de Lanhoso e cavaleiro da Ordem de Cristo.[2]
- D. Josefa Pereira de Castro Cirne.[30]

Casado 2º com
- D. Maria Vitória Meneses Bacelar,[41] que esteve recolhida num convento em Viana a mando dos filhos quando ficou viúva,[42] filha de Manuel Carlos Bacelar, fidalgo escudeiro da Casa Real (1737[43]), 3.º administrador do vínculo da Casa do Carboal, em Covas, e de sua mulher e prima D. Luisa Manuel Meneses, residentes em Covas, e em São Miguel de Fontoura[44] filha de D. Francisco Furtado de Mendonça e Menezes da vila de Ponte de Lima, fidalgo da Caza Real” (Memórias Paroquiais de 1758[45]), cavaleiro da Ordem de Cristo, senhor das Casas da Freiria e Argemil, e de sua mulher D. Marianna Luiza de Valladares Amaral, herdeira da Casa de Oliveira de Azeméis, filha de João de Valadares Carneiro, fidalgo da Casa Real, e de D. Eugénia Margarida de Menezes, da Casa de Barbeita.[46][47]

Teve
- Sebastião de Abreu Pereira Cirne Peixoto, moço fidalgo,[48] major, fidalgo da Casa Real, 1º senhor de Vila Nova de Lanheses, no seu Paço de Lanheses e onde ocupa o posto de capitão-mor das ordenanças desta mesma localidade.[49] Casado com D. Maria José de Lencastre César de Menezes, filha de D. Inez Luiza Corrêa de Sá e de Gonçalo Pereira da Silva de Noronha de Lemos e Menezes, General, Fidalgo da Casa Real, Cavaleiro da Ordem de Cristo, senhor de Francemil (em Santo Tirso), da quinta dos Freixos (em Salreu), de Bertiandos e da Casa de Penteeiros, (em Ponte de Lima).
- José Pereira de Castro Cirne Peixoto[50] ou José Pereira de Brito e Castro Cirne[51] ou simplesmente José Pereira de Brito, moço fidalgo,[52] com o ofício de Escrivão dos Órfãos.[53][54]
- Francisco de Abreu Pereira de Meneses, moço fidalgo (1782),[55] Desembargador de Agravos da Casa da Suplicação e Procurador Geral da Ordens e da Fazenda do Infantado,[56] e promotor fiscal das Ordens, no Paço da Rainha.[57]
- João Manuel de Meneses[58] ou João Manuel de Abreu Pereira, nascido em 4 de Outubro de 1773.[59], moço fidalgo (1782)[60].
- António de Abreu Pereira de Meneses[61] ou António Joaquim Pereira de Menezes, nasceu em 17 de Junho de 1770,[59] natural de Viana do Castelo, moço fidalgo, por alvará de 17 de Agosto de 1782.[62][63]
- Manuel António de Brito e Menezes[64] ou Manuel Carlos de Abreu e Meneses, capitão-general que governou a capitania de Mato Grosso.[65]
- Marcos Caetano de Abreu e Meneses ou Marcos Malheiro de Bacelar e Menezes, moço fidalgo,[66] governador e capitão-general de Moçambique (agosto de 1812-fevereiro de 1817), casado com D. Maria do Carmo Cabral da Cunha. Sem geração.[10]
- Luísa Caetana de Menezes,[58][67] nasceu 13 de Janeiro de 1771, baptizada em 16 de Fevereiro do mesmo ano e cujo padrinho foi o Marquês de Pombal, e faleceu em 26 de Agosto de 1816. Era demente[59] e mesmo assim foi aluna ou educanda no Colégio das Chagas de Viana do Castelo[68] e depois foi recolhida no Convento de Santa Ana de Viana.[69]
- Maria Rosa de Menezes,[58][70] nascida a 15 de Junho de 1772.[59]
- Teresa Rita de Meneses[71] (Abreu e Meneses)[72] ou Teresa Luísa de Menezes.[58][73] Baptizada na Sé de Viana do Castelo[59] e aluna do Coiégio das Chagas em Viana.[68] Segundo a informação do Arquivo da Casa de Almada terá sido moça de coro do Mosteiro da Encarnação de Lisboa e que terá morrido em 1830, com tuberculose, no Palácio do Rossio de seu sobrinho.
- Maria Angelina de Abreu e Menezes, falecida em 19 de Dezembro de 1870,[56] casada com António Malheiro Pereira de Araújo Marinho, senhor da Casa do Patim e Casa do Cardido. Sem geração.[10]
- Maria Josefa que também foi aluna no Colégio das Chagas.[68]

Teve igualmente mais um filho:
- José Ricalde Pereira de Castro, que recebe o mesmo nome de seu ilustre tio seu homónimo, o juiz desembargador favorito de D. Maria I (José Ricalde Pereira de Castro), mas, que ao contrário deste não lhe é dada qualquer menção histórica de relevo, de acordo com ele, a não ser que teve a mercê de moço fidalgo, em 1782[74], e que era alferes, e solteiro, quando morre em Caminha (Matriz), Caminha, no dia 29 de Julho de 1816[75].